# Il mondo sommerso
Il mondo sommerso (The Drowned World) è un romanzo fantascientifico di J.G. Ballard del 1962, pubblicato in Italia nel 1998 con questo nome, ma già edito da Mondadori nella collana Urania nel 1963 e nel 1974 con il titolo di Deserto d'acqua.
In contrasto con molta narrativa post-apocalittica, il romanzo presenta un personaggio centrale che, invece di essere scioccato o spaventato dalla fine del vecchio mondo, viene rapito dalla realtà caotica che è giunta a sostituirlo.

## Trama
Il mondo sommerso si apre con le convenzioni di un'opera di fantascienza tradizionale, dato che la catastrofe a causa dell'apocalisse è spiegata scientificamente: le radiazioni solari hanno portato allo scioglimento delle calotte polari (si noti che all'epoca dell'uscita del romanzo ancora non si parlava di riscaldamento globale), sommergendo le città dell'Europa e dell'America settentrionale con splendide e ossessionanti lagune tropicali. Eppure il romanzo di Ballard è più complesso di quel che sembra a prima vista. La chiave per la comprensione del suo significato si trova quando si capisce che Ballard usa il mondo post-apocalittico della vicenda per rispecchiare i desideri determinati nei personaggi principali dall'inconscio collettivo. Un tema che passa in tutta l'opera di Ballard è l'idea che gli esseri umani costruiscono il mondo che li circonda come riflesso delle loro pulsioni inconsce. Nel Mondo sommerso, comunque, una catastrofe naturale fa sì che il mondo reale si trasformi in un paesaggio onirico, causando il regresso mentale dei personaggi principali, Bodkin e Kerans.

## Riferimenti e influssi
Il titolo del libro potrebbe essere un'allusione a Il mondo perduto di Arthur Conan Doyle. Nel 1998, la cantante pop Madonna ha registrato una canzone con lo stesso titolo, sebbene il testo sembri avere solo una tenue relazione con il romanzo di Ballard. Nel romanzo ci sono diverse citazioni del poemetto modernista La terra desolata del poeta statunitense T.S. Eliot; Kerans viene identificato con uno dei personaggi del poemetto, Fleba il fenicio, che nell'opera di Eliot muore annegato; è la fine che Kerans rischia di fare durante la sua immersione nel planetario sommerso.

## Edizioni
- James Graham Ballard, Il mondo sommerso, traduzione di Stefano Massaron, collana Universale Economica Feltrinelli, Feltrinelli, 2005,  pp. 195, ISBN 978-88-07-81828-8.